# Albert Struna
Albert Struna, slovenski inženir strojništva, poslovnež, gospodarstvenik in pedagog, * 17. avgust 1901, Mirna Peč, † 12. junij 1982, Ljubljana.
Študiral je na ljubljanski Tehniški fakulteti in 1923 diplomiral na Tehniški visoki šoli v Brnu. V letih 1924−1930 je kot konstruktor delal v slovenskih tovarnah, od 1930-1933 pa je delal kot tehniški sodelavec pri švedski tovarni krogličnih ležajev Svenska Kullagerfabriken v Ljubljani, od 1933 tudi pri Standard Vacuum Oil Company s sedežem v Ljubljani. Leta 1938 je postal pooblaščeni inženir strojne stroke, 1940 pa honorarni predavatelj na Tehniški fakulteti v Ljubljani.
Poleg akademske kariere je Struna deloval tudi na komercialnem in državnem področju. Bil je profesor na Tehniški fakulteti (1940-?), dekan Fakultete za strojništvo (1952-1954), dekan Strojne fakultete (1962-1964) ter rektor Univerze v Ljubljani (1964-1966).
Ljubljanska univerza mu je 1977 podelila naslov zaslužnega profesorja, mariborska pa naziv doctor honoris causa.